# Epicephala acrocarpa
Epicephala acrocarpa är en fjärilsart som beskrevs av Edward Meyrick 1927. Epicephala acrocarpa ingår i släktet Epicephala och familjen styltmalar.
Artens utbredningsområde är Samoa. Inga underarter finns listade i Catalogue of Life.